# Marija Šestić
Marija Šestić (Banja Luka, 5. svibnja 1987.) je pjevačica, glazbenica i glazbeni pedagog koja je predstavljala Bosnu i Hercegovinu na Eurosongu 2007. u Helsinkiju s pjesmom "Rijeka bez imena".

## Počeci karijere
Glazbenu karijeru počinje sa šest godina na dječjim festivalima. Na nastupima na tim festivalima u BiH ostvarila je zapažene rezultate. S trinaest godina upisuje se na studij klavira u Banjoj Luci. Godine 2003. izdaje svoj debitantski album i time započinje njezina profesionalna karijera.

## Glazbena obitelj
Njen otac, Dušan Šestić je autor bosanskohercegovačke himne poznatije kao Intermeco.